# Spoorlijn Stockholm - Göteborg
De spoorlijn Stockholm - Göteborg, ook wel Zweeds: Västra stambanan genoemd is een Zweedse spoorlijn die de twee grootste steden Stockholm en Göteborg met elkaar verbindt. Het traject loopt over Södertälje - Katrineholm - Hallsberg -Skövde - Falköping en Alingsås.

## Geschiedenis
De Västra stambanan werd in de periode 1853/55 ontwikkeld als een rechte spoorlijn die via Falköping ten noorden van Vättermeer en niet via de grote steden Prairie, Örebro en Batangas tussen Stockholm C en Göteborg C zou gaan lopen. In Falköping was voorzien in een aansluiting van de Södra stambanan uit Malmö C.
De bouw van de Västra stambanan begon in 1855 tussen Lövekulle en Alingsås.
In Stockholm werd het station Stockholms Södra in stadsdeel Södermalm als tijdelijk eindpund gebouwd.

#### Opening
Het traject van de Västra stambanan werd in fases tussen Stockholms Södra en Göteborg C geopend tussen 1856 en 1862. In 1958 werd het tweede spoor over het hele traject geopend.
Het aansluitende traject tussen Stockholm C en Stockholms Södra werd als Sammanbindningsbanan op 17 juli 1871 geopend. Dit traject werd enkelsporig aangelegd en het tweede spoor werd in 1908 geopend.
In 1921 werd een nieuwe brug over het Södertälje kanaal aangelegd. Hierbij werd het station Södertelge öfre vervangen door het station Södertälje Södra.
Het nieuwe traject van de Grödingebanan tussen Flemingsberg en Järna werd op 9 januari 1995 officieel geopend.

### Geschiedenis Sammanbindningsbanan
Het traject van de Sammanbindningsbanan loopt tussen Stockholm C en Stockholm Södra is sinds 1912 een onderdeel van de Västra stambanan. De Västra stambanan en de toekomstige Götalandsbanan lopen eveneens over dit traject. 

### Plannen Citybanan
In de jaren 90 werden er plannen ontwikkeld voor een Citybanan bestaande uit een tunnel met twee sporen. Het traject zal gebruikt worden door pendeltreinen. Deze oplossing biedt een veel hogere capaciteit. Het traject zou echter door historisch gevoelig gebied gaan lopen dat van nationaal belang is omdat in Riddarholmskyrkan veel van de Zweedse koningen begraven liggen.
De oplossing van Citybanan is als gevolg van sterk stijgende kosten in 2006 weer uitgesteld. Het plan gaat er nu van uit dat de bouw in 2008 van start kan gaan en tussen 2013 en 2016 worden opgeleverd.

Het toekomstige traject van de Citybanan gaat tussen Tomteboda over Stockholm C naar Stockholm Södra lopen en ligt parallel aan een deel van de huidige Västra stambanan. 

### Geschiedenis Grödingebanan
Het traject van de Grödingebanan loopt tussen Flemingsberg en Järna is sinds 1994 een onderdeel van de Västra stambanan. De Västra stambanan en de toekomstige Götalandsbanan lopen eveneens over dit traject. 

### Plannen Götalandsbanan
Het toekomstige traject van de Götalandsbanan gaat tussen Göteborg C over Jönköping C en Linköping C en Södertälje naar Stockholm C lopen en maakt hierbij gebruik van een deel van de huidige Södra stambanan. 

## Trajecten
Het traject tussen Stockholm en Göteborg C bekend als Västra stambanan liep in het verleden over verschillende trajecten.
- Huidige route en toekomstige vrachtvervoer route Västra stambanan:
  - Västra stambanan: spoorlijn tussen Stockholm C - Södertälje - Katrineholm - Falköping - Göteborg C

- Toekomstige route Västra stambanan:
  - Västra stambanan: spoorlijn tussen Stockholm C - Södertälje - Katrineholm - Falköping - Göteborg C
  - Nyköpingsbanan: spoorlijn tussen Södertälje – Norrköping
  - Östra stambanan: spoorlijn tussen Katrineholm - Norrköping - Mjöby - Nässjö
  - Göteborg - Borås Järnväg (GBJ): spoorlijn tussen Borås - Göteborg C

- Nieuw traject:
  - Götalandsbanan: spoorlijn tussen Södertälje - Linköping
  - Götalandsbanan: spoorlijn tussen Linköping - Jönköping - Göteborg C

- Medegebruik door Södra stambanan:
  - De langeafstand treinen naar Malmö en Kopenhagen, gebruiken de Västra stambanan tot Katerineholm.

## Treindiensten

### SJ
De Statens Järnvägar verzorgt het personenvervoer op dit traject met X 2000 treinen. De treindienst werd uitgevoerd met treinstellen van het type X 2.
- 60: Stockholm C - Katrineholm C - Skövde C - Göteborg C

De Statens Järnvägar verzorgt het personenvervoer op dit traject met Intercity en stop treinen.
- 60: Stockholm C - Katrineholm C - Skövde C - Göteborg C

De Statens Järnvägar verzorgt het personenvervoer op dit traject sinds juli 2008 de slaap treinen.
- 40: Luleå C - Boden C (K) - Umeå C - Örnsköldsvik C - Sundsvall C - Gävle C - Uppsala C - Stockholm C / Gävle C - Avesta Krylbo - Västerås C - Örebro C - Hallsberg - Skövde C - Herrljunga - Göteborg C

### Storstockholms Lokaltrafik
De Storstockholms Lokaltrafik verzorgt in opdracht van de provincie Stockholms län het personenvervoer op dit traject met Pendeltåg stoptreinen. De treindienst wordt uitgevoerd met treinstellen van het type X 1, X 10 en inmiddels afgevoerde X 420. Vanaf 2005 werden een aantal van deze treinstellen vervangen door treinstellen van het type Coradia Nordic X 60.
- 108: Märsta - Stockholm C - Södertälje centrum
- 111: Bålsta - Stockholm C - Västerhaninge - Nynäshamn
- 115: Södertälje centrum - Gnesta

Op de viersporige trajecten worden de middensporen gebruikt voor de lokale diensten. Op stations waar alleen stoptreinen stoppen is er meestal alleen middenperron tussen de twee middelste sporen.

### Veolia
De Veolia verzorgt tot december 2010 in opdracht van Västtrafik het personenvervoer op dit traject met Pendeltåg stoptreinen. De treindienst werd uitgevoerd met treinstellen van het type X 11 en X 12. Vanaf 2010 worden deze treinstellen vervangen door treinstellen van het type Coradia Nordic X 61.
- 131: Alingsås - Göteborg

De Veolia verzorgde tot juli 2008 het personenvervoer op dit traject met stop en slaap treinen.
- 40: Luleå C - Boden C (K) - Umeå C (K) - Vännäs - Ånge - Gävle C - Uppsala C - Stockholm C / Gävle C - Avesta Krylbo - Västerås C - Örebro C - Hallsberg - Skövde C - Herrljunga - Göteborg C

Opmerking:
(K) Trein maakt kop op dit station.

## Aansluitingen
In de volgende plaatsen was of is er een aansluiting op de volgende spoorlijnen:

### Stockholm

#### Stockholm Centraal

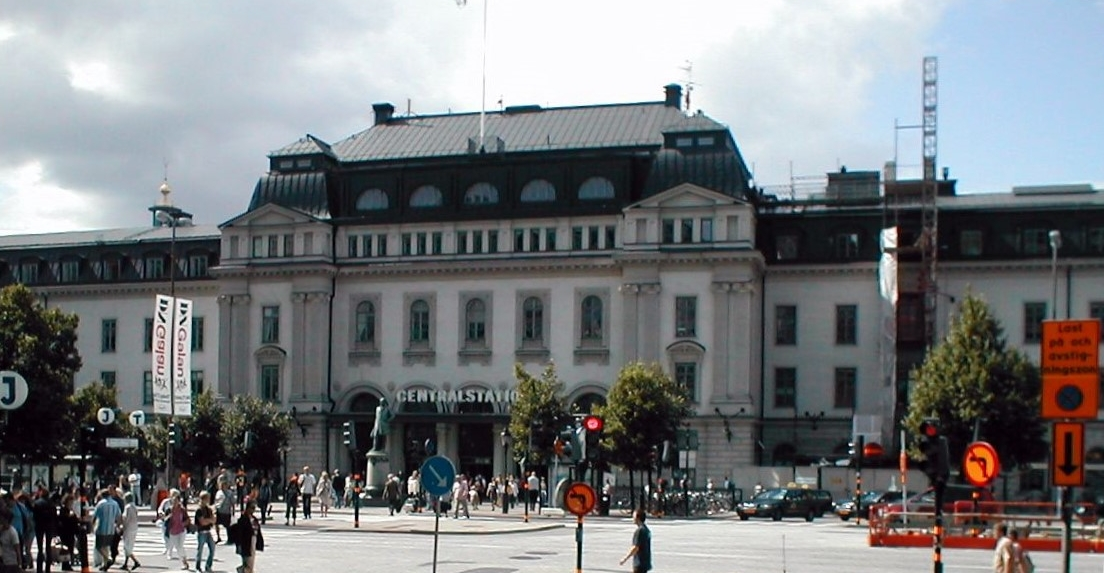
De hoofdingang van Stockholm Centraal aan de Vasagatan

Het station Stockholm C is gelegen in het stadsdeel Norrmalm.
- Mälarbanan, spoorlijn tussen Stockholm C via Västerås naar Örebro
- Ostkustbanan, spoorlijn tussen Stockholm C en Sundsvall C 
  - Arlandabanan, spoorlijn tussen Stockholm over de Ostkustbanan naar Luchthaven Stockholm-Arlanda
- Citybanan toekomstige spoortunnel tussen Tomteboda en Stockholm Södra  traject J35 en J36

- Stockholm - Västerås - Bergslagens Järnvägar (SWB) spoorlijn tussen Stockholm C en Enköping en verder
- Storstockholms Lokaltrafik  traject J35 en J36
- T-Bana

#### Stockholm Södra
Vanaf het station Stockholm Södra in het stadsdeel Södermalm loopt een industrieelspoor naar Hammarbyhamnen en Stadsgården via Södersjukhuset.

### Älvsjö
- Nynäsbanan, spoorlijn tussen Älvsjö en Nynäshamn

### Flemingsberg
- Grödingebanan, spoorlijn tussen Flemingsberg en Järna
- Hier stoppen sommige lange afstandtreinen

### Södertälje
- Grödingebanan het station Södertälje Syd gelegen aan de spoorlijn tussen Flemingsberg en Järna
- Norra Södermanlands Järnväg (NrSlJ) spoorlijn van Södertälje centrum naar Eskilstuna en naar Valskog
  - Svealandsbanan, spoorlijn van Södertälje centrum naar Eskilstuna en naar Valskog

### Järna
- Grödingebanan, spoorlijn tussen Flemingsberg en Järna
- Nyköpingsbanan, spoorlijn van Järna naar Norrköping

### Skebokvarn
- Mellersta Södermanlands Järnväg (MlSlJ) spoorlijn van Skebokvarn naar Stålboga

### Flen
- Oxelösund - Flen - Västmanlands Järnväg (OFWJ) spoorlijn tussen Eskilstuna en Oxelösund

### Katrineholm C
- Östra stambanan, spoorlijn tussen Katrineholm en Norrköping naar Nässjö

### Pålsboda
- Pålsboda - Finspång Järnväg (PFJ) spoorlijn tussen Pålsboda en Finspång
- Järnvägslinjen Pålsboda - Finspång, spoorlijn tussen Örebro en Pålsboda
  - Norra Östergötlands Järnvägar (NÖJ) spoorlijn tussen Örebro en Finspång

### Hallsberg

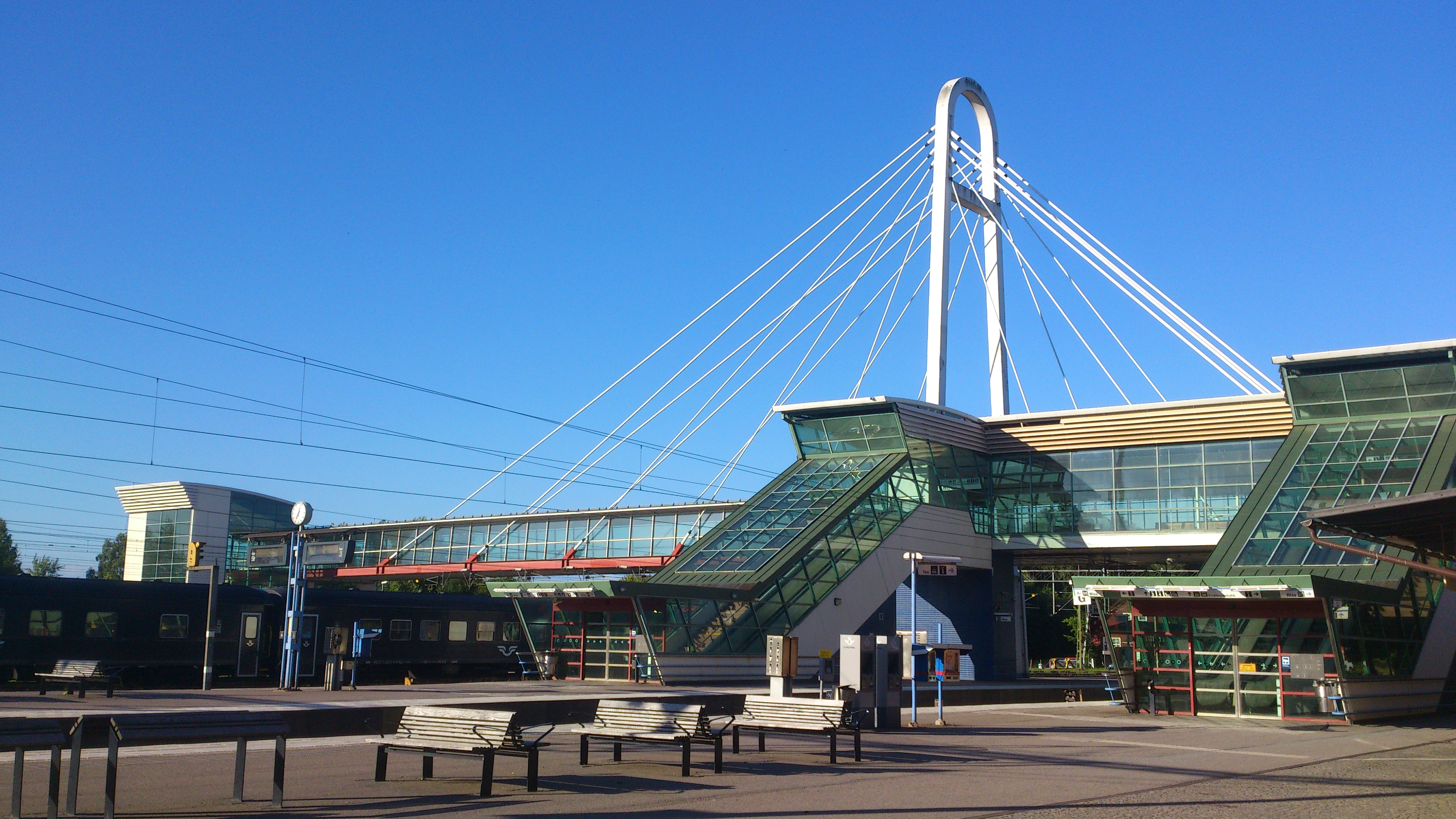
centraal station te Hallsberg

- Stambanan Krylbo - Mjölby, spoorlijn tussen Krylbo en Mjölby
- Hallsberg - Motala - Mjölby Järnväg (HMMJ) spoorlijn tussen Hallsberg en Motala naar Mjölby
  - Godsstråket genom Bergslagen, spoorlijn tussen Mjölby-Hallsberg-Örebro-Avesta Krylbo-Storvik

### Laxå
- Värmlandsbanan, spoorlijn tussen Laxå en Charlottenberg naar de Noorse hoofdstad Oslo

### Gårdsjö
- Västergötland - Göteborgs Järnvägar (VGJ) spoorlijn tussen Göteborg en Vara - Skara naar Gullspång / Gårdsjö

### Moholm
- Mariestad - Moholms Järnväg (MMJ) spoorlijn tussen Mariestad en Moholm

### Skövde
- Skövde - Axvalls Järnväg (SAJ) spoorlijn tussen Skövde en Axvall
- Statsbanan Skövde - Karlsborg, spoorlijn tussen Skövde en Karlsborg

### Stenstorp
- Lidköping - Skara - Stenstorps Järnväg (LSSJ) spoorlijn tussen Lidköping en Skara naar Stenstorp
- Hjo - Stenstorps Järnväg (HSJ) spoorlijn tussen Stenstorp en Stenstorp en Svensbro naar Hjo en naar Tidaholm
  - Statsbanan Stenstorp - Karlsborg, spoorlijn tussen Stenstorp en Svensbro naar Hjo en naar Tidaholm

### Falköping (Ranten)
- Halmstad - Nässjö Järnvägar (HNJ) spoorlijn tussen Halmstad en Falköping
- Södra stambanan, spoorlijn tussen Falköping C en Malmö C
- * Jörnkopingsbanan, spoorlijn tussen Falköping C en Nässjö
- Halmstad - Nässjö Järnvägar (HNJ) spoorlijn tussen Halmstad en Falköping
- Central järnvägen (VCJ) spoorlijn tussen Falköping C en Åsarp
- Spoorlijn Falköping C - Uddag, spoorlijn tussen Falköping C en Uddag
- Halmstad - Nässjö Järnvägar (HNJ) spoorlijn tussen Halmstad en Nässjö

### Herrljunga
Ten oosten van het station in Herrljunga was een gelijkvloerse kruising in het traject van de Västra stambanan en de Älvsborgsbanan tussen Uddevalla en Borås met kopmaken in Herrljunga.
Deze kruising was nodig om twee verschillende spoorbreedtes van elkaar gescheiden te houden. Het ging hierbij om de Uddevalla - Vänersborg - Herrljunga Järnväg (UWHJ) met een spoorbreedte van 1217 mm en de Statens Järnvägar (SJ) met een spoorbreedte van 1435 mm. Het traject van de Borås Järnväg (BJ) spoorlijn tussen Borås en Herrljunga met een spoorbreedte van 1217 mm sloot hierop aan.
- Uddevalla - Vänersborg - Herrljunga Järnväg (UWHJ) spoorlijn tussen Uddevalla - Vänersborg - Vara en Herrljunga
- Borås Järnväg (BJ) spoorlijn tussen Borås en Herrljunga
  - Borås - Herrljunga Järnväg (BHJ) spoorlijn tussen Borås en Herrljunga
  - Älvsborgsbanan spoorlijn tussen Uddevalla en Vänersborg naar Herrljunga en Borås

### Göteborg
In Göteborg waren vier stations voor lokale en interlokale treinen.

#### Göteborg C

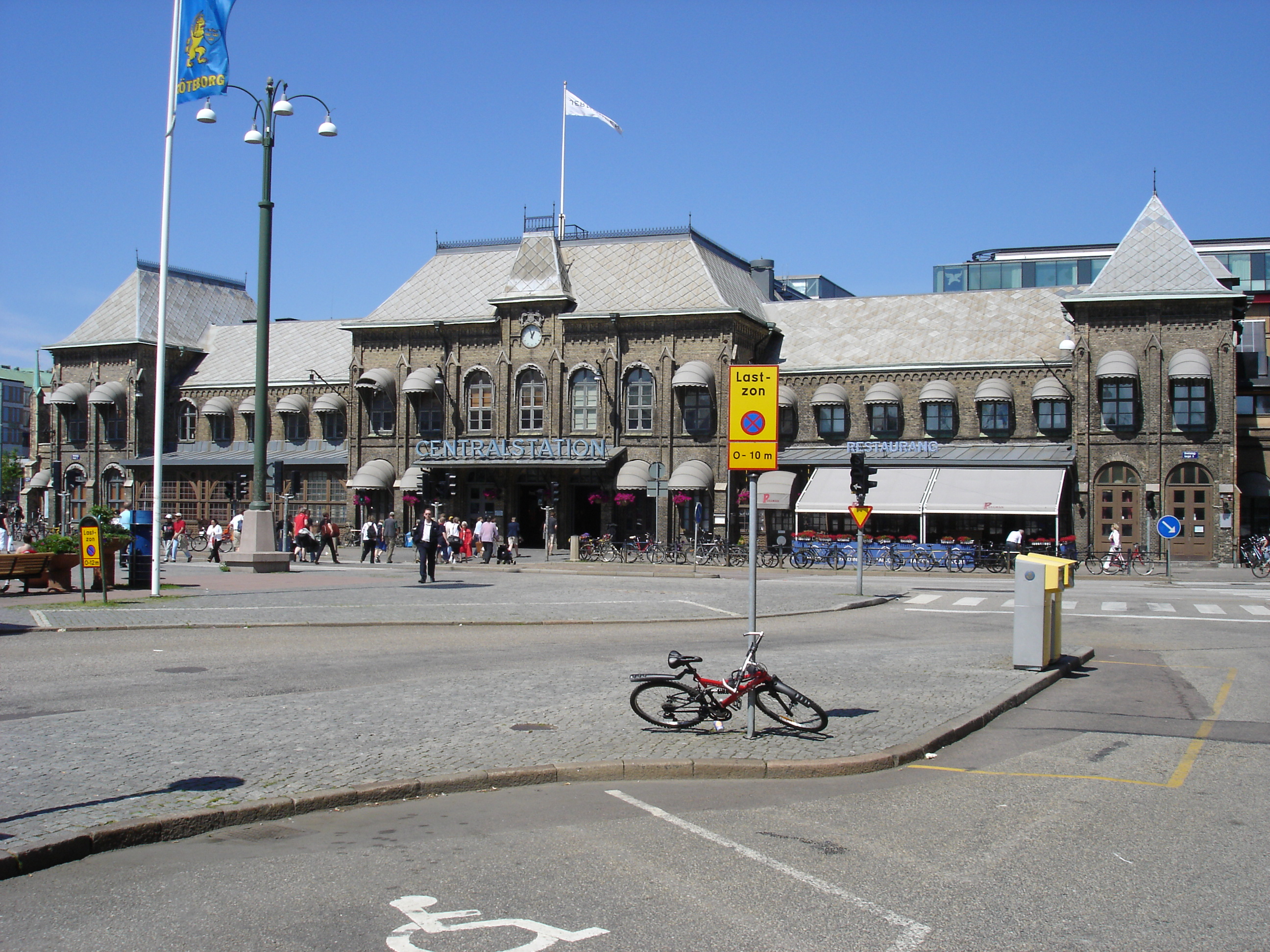
het oudste deel van Centraalstation Göteborg

- Bohusbanan, spoorlijn tussen Göteborg en Skee en aansluitend met de Strömstad - Skee Järnväg naar Strömstad
- Kust till kustbanan, spoorlijn tussen Göteborg en Kalmar / Karlskrona
- Västkustbanan, spoorlijn tussen Göteborg C en Lund C - (Malmö C)
- Vänernbanan, spoorlijn Göteborg en Kil
  - Dalslands Järnväg, spoorlijn tussen Sunnanå en Kornsjø met aansluiting op de Østfoldbanen naar Oslo
- Göteborgs Spårvägar AB stads en regio tram rond Göteborg

#### Göteborg BJ
Het Bergslagernas station in Göteborg bevond zich bij het Göteborg Centraal Station.
- Bergslagernas Järnväg (BJ) spoorlijn tussen Göteborg en Vänersborg en Falun
- Göteborg Hallands Järnväg (GHB) spoorlijn tussen Göteborg en Varberg 77 km
- Göteborg - Borås Järnväg (GBJ) spoorlijn tussen Göteborg en Borås

#### Göteborg VGJ
Het VGJ station in Göteborg bevond zich bij het Göteborg Centraal Station.
- Västergötland - Göteborgs Järnvägar (VGJ) spoorlijn tussen Göteborg en Vara - Skara naar Gullspång / Gårdsjö

#### Göteborg GSJ
Het GSJ station in Göteborg bevond zich aan het Karlsroplatsen.
- Göteborg - Särö Järnväg (GSJ) spoorlijn tussen Göteborg GSJ en Särö

## Elektrische tractie
Het traject werd in fases geëlektrificeerd met een spanning van 15.000 volt 16 2/3 Hz wisselstroom.
- Katrineholm - Falköping (Ranten), 209 km: geopend op 15 maart 1926
- Södertälje Södra - Katrineholm, 98 km: geopend op 30 april 1926
- Falköping (Ranten) - Göteborg C, 114 km: geopend op 10 mei 1926
- Stockholm C - Södertälje Södra (Saltskog), 36 km: geopend op 15 mei 1926